# Howson Peak
Howson Peak är en bergstopp i Kanada.   Den ligger i provinsen British Columbia, i den sydvästra delen av landet, 3 800 km väster om huvudstaden Ottawa. Toppen på Howson Peak är 2 759 meter över havet.
Terrängen runt Howson Peak är huvudsakligen bergig, men åt sydväst är den kuperad. Howson Peak ligger uppe på en höjd som går i nord-sydlig riktning. Howson Peak är den högsta punkten i trakten. Trakten runt Howson Peak är nära nog obefolkad, med mindre än två invånare per kvadratkilometer.. Det finns inga samhällen i närheten.
Trakten runt Howson Peak är permanent täckt av is och snö.